# La Valduerna
La Valduerna és una comarca tradicional de la província de Lleó (comunitat autònoma de Castella i Lleó) que es troba en la vall més septentrional dels regats pel riu Duerna, proper a La Bañeza. Està format pels nuclis de:
- Castrillo de la Valduerna
- Castro de la Valduerna
- Destriana de la Valduerna
- Redelga de la Valduerna
- Robledo de la Valduerna
- Robledino de la Valduerna
- Velilla de la Valduerna
- Priaranza de la Valduerna
- Villalís de la Valduerna
- Villamontán de la Valduerna
- Posada y Torre de la Valduerna
- Miñanbres de la Valduerna
- Ribas de la Valduerna
- Santiago de la Valduerna
- Palacios de la Valduerna.

Moltes vegades s'inclou aquesta vall en la comarca major de Tierra de la Bañeza. Es tracta d'una comarca d'economia principalment agrària, i a més és rica en restes arqueològiques, destacant la presència en Destriana de l'únic vestigi d'art asturià prerromànic de tota la regió, art que va estar estès per l'actual província de Lleó, amb esglésies en Lleó purament asturs.